# Legend of Fuyao
Legend of Fuyao (Chino: 扶摇, en Español: “La Leyenda de Fuyao”), es una serie de televisión china transmitida del 18 de junio del 2018 hasta el 13 de agosto del 2018 por medio de Zhejiang TV. La serie está basada en la novela "Empress Fuyao" (扶摇皇后) de Tianxia Guiyuan.

## Sinopsis
La historia tiene lugar en el universo de los Cinco Reinos (Five Kingdoms) que son liderados por la Ciudad Imperial de Tianquan. 
Fuyao fue creada a partir del pétalo de un loto divino llevado por el Firmamento Antiguo, sin embargo fue adoptada como huérfana y sirvió como esclava para la Secta Xuanyuan del Reino de Taiyuan, ahí logra dominar la técnica de combate conocida como "Po Jiu Xiao". 
Pronto una serie de tragedias resulta en que Fuyao comience un viaje a través de la tierra con el fin de reunir los artefactos mágicos (talismanes secretos) de los Cinco Reinos que pueden levantar la maldición que arruinó su vida y que le permitirán la entrada a la tierra sagrada del Firmamento.
En el camino, conoce a Zhangsun Wuji, el Príncipe Heredero del Reino de Tianquan, quien estaba bajo misiones secretas para detener y calmar los disturbios que han estado ocurriendo en los Cinco Reinos. Wuji ha vivido toda su vida en una batalla constante por el poder, su mayor rival es Zhan Beiye, el Príncipe de Tiansha y el Jefe de las Tropas Mortales conocidas como "Black Wind". 
Pronto Fuyao y Wuji se enamoran, mientras luchan contra la política corrupta y los juegos de poder entre las diferentes fuerzas. Con la ayuda de sus compañeros leales, Fuyao y Wuji se proponen desentrañar el plan atroz del Firmamento Antiguo, Fuyao también descubre su verdadera identidad y que es la Princesa del Loto. 
Juntos logran destruir las fuerzas del mal y finalmente traer la paz a la tierra de los Cinco Reinos.

## Reparto

### Personajes principales
| Actor      | Personaje                   | Nº de episodios | Notas |
| ---------- | --------------------------- | --------------- | --- |
| Yang Mi    | Fuyao Feng Wuming           | 66              | Es una mujer que nació de un pétalo de loto divino y la dueña de la piedra de cinco colores. Fuyao fue criada como huérfana y trabajó como una humilde sirvienta en la Secta Xuanyuan, hasta que aprende una técnica de lucha invencible llamada "Po Jiu Xiao" y comienza un viaje para reunir los cinco artefactos mágicos para romper los cinco sellos que le fueron puestos. Más tarde cuando descubre que en realidad es Feng Wuming, la Princesa del Loto, Fuyao asciende al trono y se convierte en la Reina de Xuanji, así como la Reina de Han de Tiansha y Magistrada de la Ciudad de Yao. |
| Ethan Ruan | Zhangsun Wuji "Yuan Zhaoxu" | 66              | Es el Príncipe Heredero del Reino de Tianquan y el descendiente de Chang Qingzi (el gran mentor del Firmamento Antiguo), también es el dueño del Xuanling True Leaf. Wuji es dueño de un hámster mágico llamado Yuan Bao. Wuji utiliza el alias de "Yuan Zhaoxu" cuando se hace pasar por el asistente del Príncipe Heredero. |

### Personajes secundarios

#### Reino de Taiyuan

##### Familia Real de Taiyuan
| Actor                  | Personaje                                | Nº de episodios | Notas |
| ---------------------- | ---------------------------------------- | --------------- | --- |
| Zhang Dongshen         | Xuanyuan Ren                             | -               | Rey de Taiyuan. |
| Hu Ke                  | Xuanyuan Xiao                            | -               | Es la Princesa mayor de Taiyuan y la esposa de Zhangsun Jia. |
| Lai Yi                 | Zong Yue                                 | -               | Es un conocido practicante de medicina, cuya verdadera identidad es la de ser el hijo mayor del Príncipe Wenyi (el anterior heredero de Taiyuan). Es salvado por Fei Yan, quien le impartió habilidades médicas divinas a cambio de cuarenta años de su vida.     |
| Liang Yimu             | Yun Hen                                  | -               | Es el ahijado de Qi Zhen, el hijo menor del Príncipe Wenyi, así como el hermano menor de Zong Yue. Se convirtió en el Rey de Taiyuan tras el fallido intento de golpe de Qi Zhen. Está enamorado de Qi Yun, con quien creció, sin embargo ella no le corresponde. |
| Quan Peilun Ethan Juan | Xuanyuan Min Wuji / Xuanyuan Min (falso) | -               | Es el aparente heredero de Taiyuan y más tarde el Rey. Wuji se disfraza de Xuanyuan Min para exponer las verdaderas intenciones de Qi Zhen y así frustrar sus planes de usurpar el trono.                                                                         |
| Chen Xinwen Yang Mi    | Yuwen Zi Fuyao / Yuwen Zi (falsa)        | -               | Es la concubina (Consorte Pura) de Xuanyuan Min, la hija de Yuwen Jian, una pariente lejana de Qi Zhen y más tarde ahijada. Fuyao se hace pasar por Yuwen Zi para entrar en la mansión de Qi Zhen y así buscar a Xiao Qi.                                         |
| Liya A (Aliya)         | Tang Zhirong                             | -               | Es una de las concubinas (Consorte Noble) de Xuanyuan Min y la hija de Tang Bonian. Es una mujer fría y maliciosa que hará todo lo posible por convertirse en Reina.                                                                                              |
| Wei Huini              | Jian Xue                                 | -               | Es una de las concubinas (Consorte Virtuosa) de Xuanyuan Min y la hija de Jian Shen (el Secretario Imperial de la Corte de Han Lin). En secreto Jian Xuen apoya a Zhangsun Wuji.                                                                                  |
| Liu Zhiwei             | Gao Purou                                | -               | Es una de las concubinas (Consorte Capaz) de Xuanyuan Min y la hija de Gao Hao, el Príncipe Xiping. Más tarde se convierte en la Reina, siguiendo la ascensión de de Yun Hen al trono, debido a un trato entre su padre y Zhang Henian.                           |
| Liu Yinglun            | Xuanyuan Hui                             | -               | Es un Príncipe disfrazado por Tai Yan como parte del plan de Wuji para engañar a Qi Zhen y así revelar sus planes. |
| Liu Dashen             | Xuanyuan Zhai                            | -               | Es uno de los Príncipes de Taiyuan. |

##### Ciudadanos de Kunjing
| Actor          | Personaje                | Nº de episodios | Notas |
| -------------- | ------------------------ | --------------- | --- |
| Liu Yijun      | Qi Zhen                  | -               | Es el preceptor del Estado de Taiyuan. Es un hombre manipulador y calculador, cuyo objetivo es el de convertirse en el nuevo Gobernante de Taiyuan, y no le importa hacer lo que sea necesario lograrlo. |
| Yuan Yuxuan    | Qi Yun                   | -               | Es la hija de Qi Zhen, está enamorada de su amigo de la infancia, Zong Yue. |
| Sun Qiang      | Zhang Henian             | -               | Es el Censor Imperial, un hombre patriota y leal. |
| Liu Guanlin    | Gao Hao, Príncipe Xiping | -               | A pesar de que confabula con Qi Zhen, ambos desconfían de sí mismos. |
| Liu Hanzhong   | Tang Bonian              | -               | Un general Dingyuan. |
| Zhong Weihua   | Cao Cheng                | -               | Es el jefe eunuco y el mensajero secreto de Qi Zhen. |
| Liu Fenglan    | Wei Chuan                | -               | Es la ama de casa de la mansión Qi. |
| Zhou Liwei     | Shi Lan                  | -               | Es la doncella de Fuyao mientras está disfrazada de Yuwen Zi, es enviada por Zhangsun Wuji para proteger a Fuyao.                                                                                        |
| Liu Luoxi      | Ah Lie                   | -               | Es la doncella de la desagradable Pei Yuan, a quien odia en secreto debido a la forma en que la trata. Ah Lie es responsable de arruinar la cara de Pei Yuan y eventualmente de su muerte.               |
| Zhang Zhizhong | Mr. Qiu                  | -               | El antiguo subordinado del Príncipe Wenyi. Durante la masacre Qiu le salva las vidas a Zong Yue y Yun Hen escondiéndolos, más tarde revela la verdad sobre sus identidades.                              |
| Lu Xianjun     | Huan'er                  | -               | Es la doncella de Tang Zhirong. |

##### Miembros de la Secta Xuanyuan
| Actor         | Personaje             | Nº de episodios | Notas |
| ------------- | --------------------- | --------------- | --- |
| Li Hongtao    | Yan Lie               | -               | Es el líder de la Secta Xuanyuan y el padre de Yan Jingchen. |
| Huang Youming | Yan Jingchen          | -               | Es uno de los discípulos más antiguos de la secta Xuanyuan. Yan Jingchen es el primer amor de Fuyao, sin embargo se ve obligado a dejarla y casarse con Pei Yuan, debido a los deseos de su padre Yan Lie, a pesar de seguir amando a Fuyao. |
| Li Yixiao     | Pei Yuan              | -               | Es la sobrina de Qi Zhen y la disciplina de Yan Jingchen. Es una mujer inmadura y egoísta. Pei Yuan está obsesionada y enamorada de Yan Jingchen, sin embargo él no le corresponde. Más tarde logra que él se case con ella a pesar de que no la ama, sin embargo cuando se da cuenta de que Yan Jingchen ama profundamente a Fuyao, hace todo lo posible para destruirla. |
| Qin Yan       | "Tío Zhou" Sheng Ling | -               | Es el Jefe de la facción de Xuanyou y una figura paterna para Fuyao. Más tarde se revela que su verdadera identidad es Sheng Ling, quien ocupa el segundo lugar entre los 10 Santos. Ling salvó a Fuyao y la ayudó a desbloquear la técnica de lucha "Po Jiu Xiao". |
| Jiang Long    | Xiao Qi               | -               | Es un sirviente de la facción Xuanyou y el amigo más cercano y compañero de Fuyao. Está enamorado de Yalan Zhu, la Princesa de Qiongye. |
| Guo Jun       | Maestro Pei Yan       | -               | Es el subordinado de Yan Lie, un anciano en la Secta Xuanyuan. |
| He Yutong     | -                     | -               | Segunda hermana discípula. |
| Wang Zhipeng  | Li Yunxiao            | -               | Es el cuarto discípulo. |
| Zhao Zuoshan  | -                     | -               | Es un mayor de la secta. |

#### Reino de Tianquan

##### Ciudad Imperial de Tianquan
| Actor          | Personaje                      | Nº de episodios | Notas |
| -------------- | ------------------------------ | --------------- | --- |
| Wang Jinsong   | Zhangsun Jiong                 | -               | Es el Emperador de Tianquan y Gobernante de los Cinco Continentes. Es un hombre respetado que crio a Zhangsun Wuji como el Príncipe Heredero desde joven; sin embargo Zhangsun esconde un oscuro secreto. |
| Juan Zi        | Yuan Qingyi, Emperatriz Ci'en  | -               | Es la Emperatriz y madre de Zhangsun Wuji. Ella y Zhangsun Jia están secretamente enamorados el uno del otro, sin embargo Qingyi se ve obligada a casarse con Zhangsun Jiong.                             |
| Song Jialun    | Zhangsun Jia                   | -               | El el Príncipe de la Virtud, el hermano menor de Zhangsun Jiong y el padre biológico de Zhangsun Wuji. |
| Zhao Chulun    | Zhangsun Pingrong, Príncipe Yi | -               | És el medio hermano de Zhangsun Wuji. Es un hombre ambicioso que recurre a todos los medios necesarios para usurpar el trono.                                                                             |
| Sun Wei        | Duan Tong                      | -               | Es el Primer Ministro, está asociado a Zhangsun Pingrong. |
| Gao Haipeng    | Lei Yuanshan                   | -               | Es un general Junwei General, que le sirve de forma leal a Zhangsun Wuji. |
| Gao Hanyu      | Jiang Feng                     | -               | Es el leal subordinado y guardia de Zhangsun Wuji. |
| Zhang Honggang | Han Lin                        | -               | Es el asistente personal de Zhangsun Jiong. |
| Yu Yonghai     | Xu Lai                         | -               | Es un subordinado de Zhangsun Pingrong. |
| Liu Yuqi       | Hong Ying                      | -               | Es una cortesana que trabaja secretamente como espía de Zhangsun Jiong, pero que en realidad está enamorada de Zhangsun Jia, aunque el no le corresponde.                                                 |

##### Ciudadanos de Yao
| Actor         | Personaje     | Nº de episodios | Notas |
| ------------- | ------------- | --------------- | --- |
| Jia Benchu    | Tie Cheng     | -               | Es un guerrero de la ciudad de Yao que se convierte en el subordinado de Fuyao, y luego asciende a su posición como Magistrado de la ciudad de Yao.            |
| Yan Luhan     | Hu Sang       | -               | Es una mujer que se enamora a primera vista de Zhangsun Wuji, pero él no le corresponde. Cuando descubre que Wuji está enamorado de Fuyao, comienza a odiarla. |
| Tang Guozhong | Chi Gui       | -               | Es el líder de la Tribu Hei Rong. Se une a Zhangsun Pingrong para usurpar la ciudad de Yao y organizar una rebelión.                                           |
| Xu Fei        | Hei Feng      | -               | Es el subordinado de Chi Gui. |
| Luo Ting      | Magistrado Su | -               | Es el anterior Magistrado de la Ciudad de Yao. |

#### Reino de Tiansha
| Actor        | Personaje                   | Nº de episodios | Notas |
| ------------ | --------------------------- | --------------- | --- |
| Zhang Yicong | Zhan Nancheng               | -               | Es el Rey de Tiansha. Es un hombre con sed de poder y usa medios ocultos para lograr sus objetivos. |
| Vengo Gao    | Zhan Beiye, Príncipe Lie    | -               | Es el líder de las tropas "Black Wind". Más tarde se convierte en el Rey de Tiansha. Admira a Fuyao debido a su valor y lealtad. Está enamorado de la sinceridad de Yalan Zhu, la Princesa de Qiongye. |
| Gu Youming   | Zhan Beiheng, Príncipe Heng | -               | Es el hermano menor de Zhan Nancheng, a quien le es leal. |
| Chen Ying    | Consorte Jing               | -               | Es la madre biológica de Zhan Beiye. |
| Lv Deliang   | Lei Dong                    | -               | Es el maestro de Zhan Beiye, y ocupa el tercer lugar entre los 10 Santos. |
| Liu Qiushi   | Ji Yu                       | -               | Es el segundo al mando de Zhan Beiye, a quien le sirve de forma leal. |
| Tan Xizhi    | Eunuco Hua                  | -               | Es el ayudante de Zhan Beiye, logra obtener un puesto en el palacio gracias a su abuelo materno. |
| Liu Yang     | Asistente Li                | -               | Es el Jefe eunuco. |
| Yang Zhenyu  | Gu Lingfeng                 | -               | Es el Comandante del ejército "Gold of Tiansha". |
| Mao Fan      | -                           | -               | Es el Comandante de las Tropas Ming-Black Wind, conocidas como "Hidden Troops". |
| Sheng Wu     | Lin Yi                      | -               | Es uno de los subordinados de Zhan Beiye, sin embargo Lin Yi más tarde lo traiciona. |

#### Reino de Xuanji
| Actor          | Personaje            | Nº de episodios | Notas |
| -------------- | -------------------- | --------------- | --- |
| Lin Jing       | Feng Xuan            | -               | Es la Reina de Xuanji. |
| Lin Jing       | Feng Qi              | -               | Es la hermana gemela de Feng Xuan y la verdadera heredera del trono Xuanji. Feng Qi es la madre biológica de Fuyao. |
| Cao Weiyu      | Yu Heng Meng Shu     | -               | Es uno de los 10 Santos, el esposo de Feng Qi y el padre biológico de Fuyao. Decide quedarse a lado de Feng Xuan como su guardián oculto para descubrir la verdad sobre el paradero de Feng Qi y Fuyao. |
| Li Duo         | Feng Wu              | -               | Es el quinto Príncipe anciano y el hijo del Rey anterior. |
| Gao Liwen      | Feng Jingzhi         | -               | Es la primera Princesa. |
| Wang Herun     | Feng Jingfan Fo Lian | -               | Es la segunda Princesa y la discípula de Fei Yan. A pesar de ser conocida como la Santa de los Cinco Continentes en realidad es una mujer astuta y malvada que roba la identidad de Fuyao como la "Princesa Loto" y se hace pasar como una mujer benévola y amable. Está enamorada de Zhangsun Wuji, pero él no le corresponde. Luego de enfermarse gravemente finalmente le revela a Fuyao que en realidad ella era la segunda princesa de Xuanji y la prometida del príncipe heredero de Tianquan. |
| Xue Yuru       | Yu Meisheng          | -               | Es la primera mujer general de Xuanji y la seguidora más confiable de la Princesa Feng Jingzhi. |
| Chen Junyu     | Tang Yizhong         | -               | Es el guardia del Pabellón Feng Yin y un descendiente de la familia Feng. |
| Zhao Xin       | Qiao Ling            | -               | Es la criada de Fo Lian. |
| Zhang Huanhuan | Xu Wan               | -               | Es la doncella de Feng Qi, quien secretamente salva a Fuyao escondiéndola en el armario del palacio. |
| Zhao Xingguo   | Qing Mu              | -               | |

#### Firmamento Antiguo
| Actor       | Personaje | Nº de episodios | Notas |
| ----------- | --------- | --------------- | --- |
| Liu Sha     | Tian Ji   | -               | Es un alto inmortal del Firmamento Antiguo (Ancient Firmament), el Señor del Santuario Inmortal de Changqing y el Líder de los 10 santos más fuertes, así como el maestro de Zhangsun Wuji.                                                             |
| Liu Xuan    | Fei Yan   | -               | Es una alto inmortal del Firmamento Antiguo, la Señora del Santuario de Huansheng y nieta de Di Feitian. Su objetivo principal es revivir a Di Feitian, utilizando a Fuyao y su piedra de cinco colores para provocar el caos en los Cinco Continentes. |
| Liu Yinglun | Tai Yan   | -               | Es la discípula de Fei Yan, está enamorada de Zhangsun Wuji, sin embargo él no le corresponde. |

#### Reino de Qiongye
| Actor       | Personaje | Nº de episodios | Notas |
| ----------- | --------- | --------------- | --- |
| Zhang Yaqin | Yalan Zhu | -               | Es la Princesa de Qiongye, y más tarde la Reina de Tiansha. Está enamorada de Zhan Beiye desde que eran jóvenes, y lo sigue adonde él va, cuando conoce a Fuyao, pronto se hace amiga cercana de ella. |

## Episodios
La serie estuvo conformada por 66 episodios, los cuales fueron emitidos todos los lunes a jueves 22:00.

### Ratings
| Episodio # | Fecha de Emisión Original | Participación promedio de audiencia (CSM52) | Participación promedio de audiencia (CSM52) | Clasificación | Participación promedio de audiencia (promedio nacional) | Participación promedio de audiencia (promedio nacional) | Clasificación |
| Episodio # | Fecha de Emisión Original | Ratings                                     | Audiencia                                   | Clasificación | Ratings                                                 | Audiencia                                               | Clasificación |
| ---------- | ------------------------- | ------------------------------------------- | ------------------------------------------- | ------------- | ------------------------------------------------------- | ------------------------------------------------------- | ------------- |
| 1-2        | 18 de junio de 2018       | 0.655                                       | 3.727                                       | 1             | 0.35                                                    | 2.57                                                    | 1             |
| 3-4        | 19 de junio de 2018       | 0.611                                       | 3.742                                       | 2             | 0.23                                                    | 1.85                                                    | 2             |
| 5-6        | 20 de junio de 2018       | 0.655                                       | 4.174                                       | 2             | 0.32                                                    | 2.63                                                    | 2             |
| 7-8        | 21 de junio de 2018       | 0.691                                       | 4.194                                       | 1             | 0.392                                                   | 3.047                                                   | 1             |
| 9-10       | 25 de junio de 2018       | 0.755                                       | 4.563                                       | 1             | 0.38                                                    | 2.97                                                    | 1             |
| 11-12      | 26 de junio de 2018       | 0.664                                       | 3.997                                       | 1             | 0.33                                                    | 2.55                                                    | 2             |
| 13-14      | 27 de junio de 2018       | 0.673                                       | 3.327                                       | 1             | 0.44                                                    | 2.64                                                    | 1             |
| 15-16      | 28 de junio de 2018       | 0.753                                       | 4.346                                       | 1             | 0.34                                                    | 2.42                                                    | 1             |
| 17-18      | 2 de julio de 2018        | 0.648                                       | 3.53                                        | 1             | 0.37                                                    | 2.68                                                    | 2             |
| 19-20      | 3 de julio de 2018        | 0.689                                       | 3.984                                       | 1             | 0.49                                                    | 3.6                                                     | 1             |
| 21-22      | 4 de julio de 2018        | 0.941                                       | 6.029                                       | 1             | 0.57                                                    | 4.4                                                     | 1             |
| 23-24      | 5 de julio de 2018        | 0.927                                       | 5.964                                       | 1             | 0.7                                                     | 5.23                                                    | 1             |
| 25-26      | 9 de julio de 2018        | 0.789                                       | 5.108                                       | 2             | 0.441                                                   | 3.478                                                   | 2             |
| 27-28      | 10 de julio de 2018       | 0.795                                       | 4.8                                         | 2             | 0.525                                                   | 3.703                                                   | 2             |
| 29-30      | 11 de julio de 2018       | 1.088                                       | 6.553                                       | 1             | 0.71                                                    | 4.93                                                    | 2             |
| 31-32      | 12 de julio de 2018       | 0.951                                       | 5.832                                       | 1             | 0.65                                                    | 4.77                                                    | 1             |
| 33-34      | 16 de julio de 2018       | 0.951                                       | 6.089                                       | 1             | 0.523                                                   | 3.876                                                   | 2             |
| 35-36      | 17 de julio de 2018       | 0.972                                       | 6.123                                       | 1             | 0.61                                                    | 4.328                                                   | 2             |
| 37-38      | 18 de julio de 2018       | 1.017                                       | 6.243                                       | 1             | 0.6                                                     | 4.35                                                    | 2             |
| 39-40      | 19 de julio de 2019       | 1.073                                       | 6.77                                        | 1             | 0.68                                                    | 5.03                                                    | 2             |
| 41-42      | 23 de julio de 2018       | 0.795                                       | 5.106                                       | 2             | 0.58                                                    | 4.29                                                    | 2             |
| 43-44      | 24 de julio de 2018       | 0.844                                       | 5.33                                        | 2             | 0.52                                                    | 3.91                                                    | 2             |
| 45-46      | 25 de julio de 2018       | 0.923                                       | 5.777                                       | 2             | 0.61                                                    | 4.48                                                    | 2             |
| 47-48      | 26 de julio de 2018       | 0.879                                       | 5.588                                       | 1             | 0.64                                                    | 4.85                                                    | 1             |
| 49-50      | 30 de julio de 2018       | 0.87                                        | 5.796                                       | 2             | 0.49                                                    | 3.78                                                    | 2             |
| 51-52      | 31, de julio 2018         | 0.842                                       | 5.448                                       | 2             | 0.6                                                     | 4.39                                                    | 2             |
| 53-54      | 1 de agosto de 2018       | 0.799                                       | 5.137                                       | 2             | 0.5                                                     | 3.73                                                    | 2             |
| 55-56      | 2 de agosto de 2018       | 0.91                                        | 5.752                                       | 1             | 0.6                                                     | 4.46                                                    | 1             |
| 57-58      | 6 de agosto de 2018       | 0.908                                       | 6.135                                       | 1             | 0.61                                                    | 4.76                                                    | 2             |
| 59-60      | 7 de agosto de 2018       | 0.782                                       | 5.292                                       | 1             | 0.55                                                    | 4.09                                                    | 2             |
| 61-62      | 8 de agosto de 2018       | 0.847                                       | 5.46                                        | 1             | 0.66                                                    | 4.81                                                    | 2             |
| 63-64      | 9 de agosto de 2018       | 0.868                                       | 5.632                                       | 1             | 0.56                                                    | 4.19                                                    | 1             |
| 65-66      | 13 de agosto de 2018      | 0.786                                       | 4.91                                        | 1             | 0.6                                                     | 4.31                                                    | 2             |
| Promedio   | -                         | 0.84                                        | 5.2                                         | -             | 0.6                                                     | 4.31                                                    | -             |

## Música
La música de apertura de la serie fue "Hero in the Wind" (风中英雄) interpretada por Karen Mok. 
Mientras que la música de cierre fue "A Love is Hard to Wish for" interpretada por Lala Hsu.
| No. | Artista                         | Canción                               | Música        | Escritor (a)  | Notas               |
| --- | ------------------------------- | ------------------------------------- | ------------- | ------------- | ------------------- |
| 1   | Karen Mok                       | Fuyao (扶摇)                          | Dongdong Dong | Chen Xi       | (canción de inicio) |
| 2   | Isabelle Huang                  | Flourishing Dream (繁华梦)            | Song Yang     | Lin Hai       |                     |
| 3   | Zhang Bichen                    | Blood like Ink (血如墨)               | Dongdong Dong | Chen Xi       |                     |
| 4   | You Zhangjing (de Nine Percent) | Proud Humans of Society (傲红尘)      | Dongdong Dong | Chen Xi       |                     |
| 5   | Wu Tsing-fong                   | Window (窗)                           | Wu Tsing-fong | Wu Tsing-fong |                     |
| 6   | Sun Jun                         | Youth (少年)                          | Dongdong Dong | Chen Xi       |                     |
| 7   | Lala Hsu                        | A Love is Hard to Wish for (一爱难求) | Dongdong Dong | Chen Xi       | (canción de cierre) |

## Producción
La serie está basada en "Empress Fuyao" de Tianxia Guiyuan.
Fue producida por Linmon Pictures, dirigida por Yang Wenjun, Xie Ze y Li Cai, y escrita por Jie Yanyan. Otros miembros de la producción incluyen al coreógrafo de artes marciales Li Cai y al director de arte Shao Changyong, así como al diseñador de vestuarios Stanley Cheung. 
También fue conocida como "Fu Yao Huang Hou", "Shake the Queen" o "Fu Yao".
En febrero del 2017 durante la exhibición anual de producción de televisión de "Linmon Picture", se anunció que la actriz Yang Mi sería la protagonista principal femenina de su próximo proyecto "Legend of Fuyao".  
En junio del 2017 se anunció que el actor Ethan Juan había sido elegido para interpretar al personaje principal masculino. Otros miembros del elenco se dieron a conocer a través de fotogramas en julio del mismo año.
Comenzó sus filmaciones el 27 de junio del 2017 en Hengdian World Studios y finalizó el 24 de noviembre del mismo año.
La serie principalmente fue filmada en Hengdian World Studios y en Yinchuan, se construyeron numerosos conjuntos en un pedazo de tierra estéril de hasta 60,000 metros cuadrados.
Contó con el apoyo de las compañías de producción "Linmon Pictures" y "Tencent Penguin Pictures", y fue emitida a través de la cadena Zhejiang TV.

### Recepción
La serie fue elogiada por los medios de CCTV por transmitir valores y mensajes positivos como la persistencia, la independencia y la magnanimidad; así como alentar a la gente a perseguir sus sueños. 
Sin embargo, la respuesta de la audiencia no ha sido positiva; la serie fue criticada por tener tramas cliché y un protagonista "Mary Sue"; así como historias muy similares a los de "Harry Potter y el Cáliz de Fuego". La serie fue bien recibida por el periódico "Daily Pakistan".
A pesar de las críticas divididas, la popularidad de la serie es alta a nivel nacional obteniendo altos puntos de vista en línea.
La serie ganó 14 mil millones de visitas en 50 días, convirtiéndose en uno de los dramas en línea más visto de la temporada de verano.

### Emisión en otros países
| País      | Cadenas           | Fecha de Inicio     | Notas                       |
| --------- | ----------------- | ------------------- | --------------------------- |
| Camboya   | -                 | -                   | -                           |
| Corea     | ChingTV           | Agosto de 2018      |                             |
| Filipinas | -                 | -                   | -                           |
| Irán      | -                 | -                   | -                           |
| Japón     | -                 | -                   | -                           |
| Malasia   | Astro Shuang Xing | 19 de junio de 2018 | Todos los días a las 19:00  |
| Myanmar   | -                 | -                   | -                           |
| Singapur  | Hub VV Drama      | 26 de julio de 2018 | Fines de Semana a las 20:00 |
| Tailandia | Channel 9         | Noviembre de 2018   |                             |
| Taiwán    | -                 | -                   | -                           |